# به درک
به درک (به انگلیسی: to hell with it) نخستین میکس‌تیپ موسیقی‌دان انگلیسی پینک‌پانترس می‌باشد که در ۱۵ اکتبر سال ۲۰۱۲ از سوی پارلفون و الکترا رکوردز منتشر گردید. تهیه‌کنندگی این میکس‌تیپ که مدت زمانش کمی بیش از ۱۸ دقیقه است بر عهدهٔ خود پینک‌پانترس به‌همراهٔ اسکار شلر، ایزکو، ناتالیا فلچر، جی‌کاری، مورا ماسا، زک ناهوم، کایروس لافرم، آدام اف و دیل ایچیسن بوده‌است. پینک‌پانترس در اوایل سال ۲۰۲۱ شروع به ارسال تکه‌هایی از ترانه‌هایش بر روی تیک‌تاک کرد که از بین آن‌ها می‌توان از «درد» و «خرابش کردی» نام برد که هردو در این پلتفرم وایرال شدند. او سپس با پارلفون و الکترا رکوردز قرارداد امضا کرد و از این طریق سه تک‌آهنگ از میکس‌تیپ خود را منتشر کرد: «شور»، «فقط برای من» و «باید عذرخواهی کنم».
این میکس‌تیپ به‌شدت از دههٔ ۲۰۰۰ الهام گرفته و در اشعار آن به موضوعاتی چون روابط ناموفق، نوجوانی، وانهادگی و حسرت پرداخته شده‌است. به درک یک اثر دنس-پاپ، لیکوئید درام اند بیس و یوکی گاراژ می‌باشد که بخش عمده‌ای از آن را نمونه‌برداری شکل داده و از ترکیب چندین سبک مختلف مانند آلت-پاپ، بدروم پاپ، هایپرپاپ، پاپ-پانک جانگل، ۲-استپ، آراندبی و دمبو بهره می‌برد.

## آهنگسازی و تهیه‌کنندگی
به درک اثری دنس-پاپ، لیکوئید درام اند بیس و یوکی گاراژ است که به‌شدت از موسیقی اوایل دههٔ ۲۰۰۰ الهام گرفته این میکس‌تیپ تعداد زیادی از نمونه‌‌ها را شامل می‌شود و همچنین عناصری از بدروم پاپ، هایپرپاپ، درام اند بیس، جانگل، ۲-استپ، پاپ-پانک را در خود جای داده‌است. مدت زمان میکس‌تیپ ۱۸ دقیقه و ۳۶ ثانیه است، و هیچ‌کدام از ترانه‌ها بیشتر از سه دقیقه طول نمی‌کشند. پینک‌پانترس برای نوشتن ترانه‌های این میکس‌تیپ از تکنیک تاپ‌لاین استفاده کرد و آن را «نوستالژیک جدید» توصیف کرده‌است. نیمهٔ اول میکس‌تیپ از ترانه‌هایی که پینک‌پانترس در خانه ضبط کرده و سپس برای میکس‌تیپ میکس و مستر شده‌اند تشکیل داده شده و نیمهٔ دوم آلبوم را ترانه‌هایی شامل می‌شوند که در استودیو ضبط شده‌اند.

## آلبوم ریمیکس
آلبوم ریمیکس به درک تحت عنوان به درک (ریمیکس‌ها) در ۲۸ ژانویهٔ سال ۲۰۲۲ از سوی الکترا و پارلفون رکوردز منتشر گردید. بخشی از آلبوم توسط تهیه‌کنندهٔ بریتانیایی آنز توسعه یافته است، که یک هفته قبل از انتشار آلبوم، از آن تبلیغ کرده بود. این آلبوم شامل ریمیکس‌هایی از تمام ترانه‌های میکس‌تیپ می‌باشد، از جمله ریمیکس «درد» توسط پاوفو، ریمیکسی از «باید عذرخواهی کنم» توسط تامی گلد، ریمیکس «دلیل» از جارو وندال، ریمیکس «فقط برای من» توسط ال گینچو، ریمیکس «کل دوستام می‌دونن» توسط آنز ریمیکس «شور» توسط سم گلاتری و یک ریمیکس درام اند بیس از «دیدم که گریه کرده‌ام» که توسط فلوم ساخته شده‌است.